# Ateleute ocellaris
Ateleute ocellaris är en stekelart som först beskrevs av André Seyrig 1952.  Ateleute ocellaris ingår i släktet Ateleute och familjen brokparasitsteklar. Inga underarter finns listade.